# Salix cinerea
Il salice grigio (Salix cinerea L., 1753) è un albero della famiglia delle Salicacee nativo dell'Europa e dell'Asia occidentale.

## Descrizione
È un arbusto o piccolo albero deciduo con un'altezza variabile tra i 4 e i 6 metri.

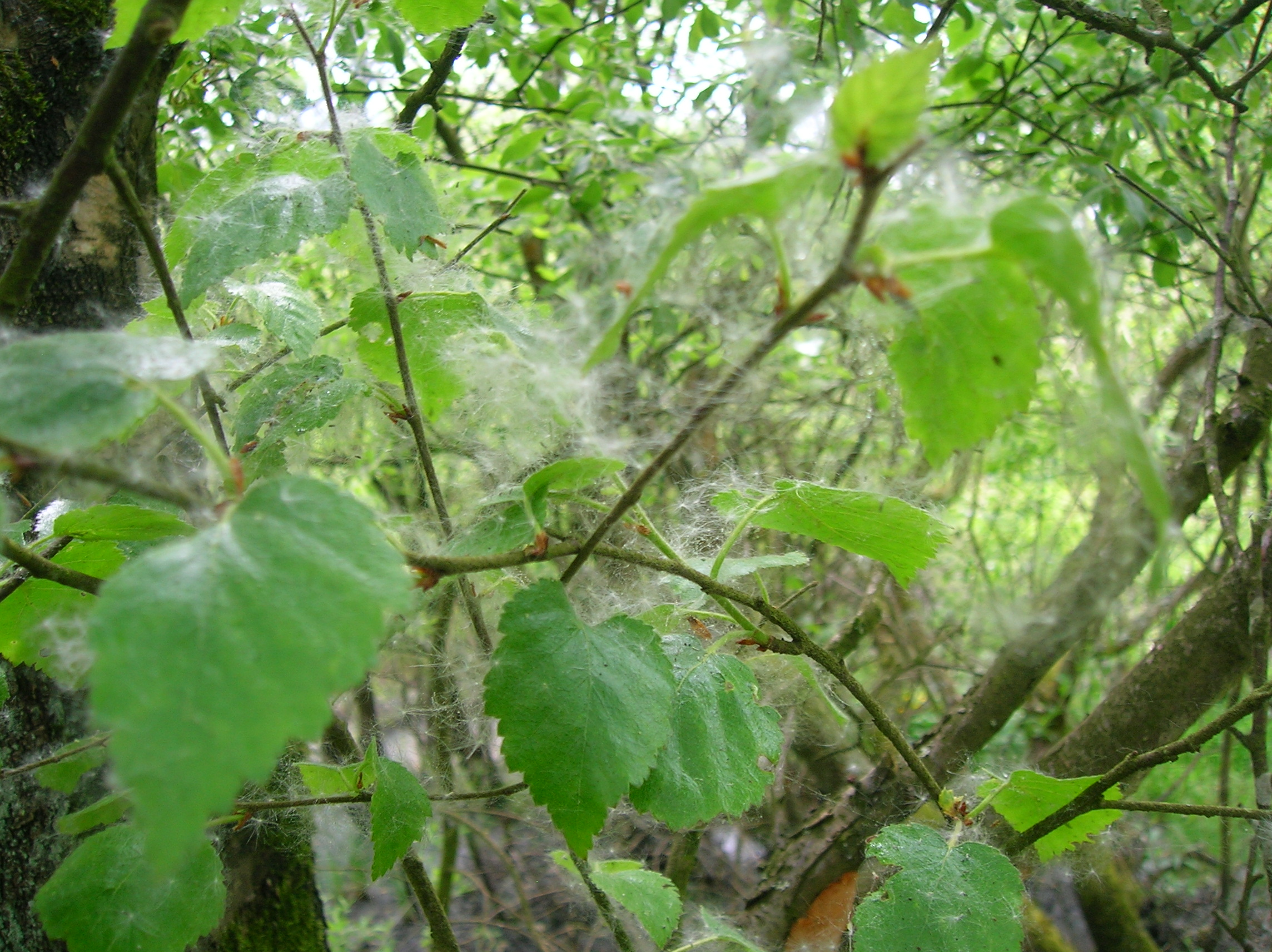
Semi di Salix cinerea su un ramo di betulla

Le foglie (lunghezza 2–9 cm - eccezionalmente 16 cm, larghezza 1–3 cm - eccezionalmente 5 cm) sono disposte a spirale, verdi in superficie e pelose sul lato inferiore, con margine crenato.
I fiori sbocciano all'inizio della primavera in amenti lunghi circa 2–5 cm; è una pianta dioica, quindi gli amenti maschili e femminili si trovano su individui diversi.
Gli amenti maschili sono inizialmente argentati ed ingialliscono dopo aver rilasciato il polline; quelli femminili, grigio-verdi, maturano all'inizio dell'estate per rilasciare i piccoli semi avvolti in una peluria simile al cotone funzionale alla dispersione anemocora (cioè dipendente dal vento).

## Tassonomia
La sottospecie S. c. oleifolia Macreight  è in atto considerata come specie a sé stante (Salix atrocinerea Brot.). Vi sono alcune sovrapposizioni degli areali delle due entità, con entrambe le specie presenti in una larga fascia che comprende la Francia, il Belgio e i Paesi Bassi, e nelle isole britanniche l'Irlanda e l'Inghilterra.

## Invasività
S. cinerea è una specie invasiva in Nuova Zelanda, dove è elencata nel National Pest Plant Accord, il che significa che non può essere venduta o diffusa.